# Municipio de Harmony (condado de Clark)
El municipio de Harmony (en inglés, Harmony Township) es un municipio del condado de Clark, Ohio, Estados Unidos. Tiene una población estimada, a mediados de 2022, de 3614 habitantes.

## Geografía
Está ubicado en las coordenadas 39°53′57″N 83°37′37″O / 39.89917, -83.62694. Según la Oficina del Censo de los Estados Unidos, tiene una superficie total de 131.7 km², de la cual 131.3 km² corresponden a tierra firme y 0.4 km² están cubiertos de agua.

## Demografía
Según el censo de 2020, en ese momento había 3652 personas residiendo en la zona. La densidad de población era de 27.8 hab./km². El 92.69 % de los habitantes eran blancos, el 0.74 % eran afroamericanos, el 0.08 % eran amerindios, el 0.44 % eran asiáticos, el 0.66 % eran de otras razas y el 5.39 % eran de una mezcla de razas. Del total de la población, el 1.62 % eran hispanos o latinos de cualquier raza.